# Charlotte Afriat
Charlotte Afriat (* 17. Oktober 2002 in Nizza, Frankreich) ist eine monegassische Leichtathletin, die sich auf den Sprint spezialisiert hat.

## Sportliche Laufbahn
Erste Erfahrungen bei internationalen Meisterschaften sammelte Charlotte Afriat im Jahr 2018, als sie bei den Mittelmeerspielen in Tarragona mit 12,70 s in der ersten Runde im 100-Meter-Lauf ausschied. Anschließend schied sie auch bei den U18-Europameisterschaften in Győr mit 12,60 s im Vorlauf aus und gelangte dann bei den Olympischen Jugendspielen in Buenos Aires auf Rang 24. Im Jahr darauf belegte sie bei den Spielen der kleinen Staaten von Europa (GSSE) in Bar in 12,99 s den achten Platz über 100 m und schied anschließend beim Europäischen Olympischen Jugendfestival (EYOF) in Baku mit 12,62 s in der ersten Runde aus. Dank einer Wildcard startete sie Ende September über diese Distanz bei den Weltmeisterschaften in Doha und schied dort mit 12,67 s im Vorlauf aus. 2021 schied sie bei den U20-Europameisterschaften in Tallinn mit 12,81 s im Vorlauf aus und startete anschließend mit einer Wildcard bei den Olympischen Sommerspielen in Tokio und schied dort mit 12,35 s in der Vorausscheidung aus. Anschließend kam sie bei den U20-Weltmeisterschaften in Nairobi mi 12,66 s nicht über die erste Runde hinaus.
2022 startete sie im 60-Meter-Lauf bei den Hallenweltmeisterschaften in Belgrad und schied dort mit 8,06 s in der ersten Runde aus, wie auch bei den Halleneuropameisterschaften 2023 in Istanbul mit 8,13 s.

## Persönliche Bestleistungen
- 100 Meter: 12,27 s (+1,9 m/s), 13. Juni 2021 in Avignon (monegassischer Rekord)
  - 50 Meter (Halle): 6,72 s, 22. Dezember 2017 in Nizza (monegassischer Rekord)
  - 60 Meter (Halle): 7,85 s, 8. Dezember 2019 in Miramas (monegassischer Rekord)
- 200 Meter: 26,71 s (−0,6 m/s), 29. April 2018 in Cannes (monegassischer U20-Rekord)
  - 200 Meter (Halle): 26,34 s, 12. Januar 2020 in Miramas (monegassischer Rekord)
  - Weitsprung (Halle): 4,74 m, 14. Januar 2017 in Nizza (monegassischer Rekord)